# Tjeukemeer
Het Tjeukemeer (Fries en officieel: Tsjûkemar) is het grootste binnenwater van de Nederlandse provincie Friesland. Het ligt in de Zuidwesthoek in de gemeente De Friese Meren, op de grens van de voormalige gemeenten Lemsterland en Skarsterlân.
Het westelijkste deel van het meer wordt doorsneden door de snelweg A6. Aan de westzijde liggen verder ook De Wiel en de Follegasloot, de laatste vormt de verbinding met het Prinses Margrietkanaal. Aan de noordzijde liggen de Scharsterrijn en het Zandwater, en aan de oostzijde de Broeresloot. De oppervlakte van het meer is 23,42 km².

## Geografie
Het Tjeukemeer is niet overal even diep. Vooral het noordoostelijke gedeelte is erg ondiep, minder dan een meter. In het meer liggen de eilanden Tsjûkepolle, Marchjepolle en Ganzetippe. Rond het meer liggen de dorpen Echten, Echtenerbrug, Rohel, Delfstrahuizen, Oosterzee en Oldeouwer. De gezamenlijke dorpskern van Echtenerbrug en Delfstrahuizen vormt de belangrijkste kern. Er liggen ook diverse campings langs het meer.
De vorm van het meer en ook de totale oppervlakte ervan is in de tijd veranderd. Dat komt onder andere door stormvloeden en door kruiend ijs. In 1164 vond de Sint-Julianavloed plaats, in 1219 de Marcellusvloed, in 1509 de Cosmas- en Damianusvloed. Ook door spontane of aangestoken bos- en veenbranden is het meer groter geworden. Er gaan veel verhalen over verdronken dorpen in het Tjeukemeer. Ooit stond er in het dorp Rohel een kerk en deze is samen met het kerkhof in het meer verdwenen.
Omstreeks 1840 ontstonden plannen om het meer droog te leggen, analoog aan de drooglegging van de Haarlemmermeer. Rond 1880 volgde een tweede plan. De plannen zijn niet uitgevoerd.
Tussen 1966 en 1991 werd in het Tjeukemeer aquatisch ecologisch onderzoek gedaan door de vestiging in Oosterzee van het Limnologisch Instituut, een onderzoekinstelling van de KNAW in Nieuwersluis (de Vijverhof). Deze vestiging is in 1991 terug verhuisd naar Nieuwersluis en in 2002 opgegaan in het Nederlands Instituut voor Ecologie, dan gevestigd in Wageningen.
Op het Tjeukemeer organiseert de IFKS ook een wedstrijd skûtsjesilen.

## Legendes over het ontstaan van Tjeukemeer

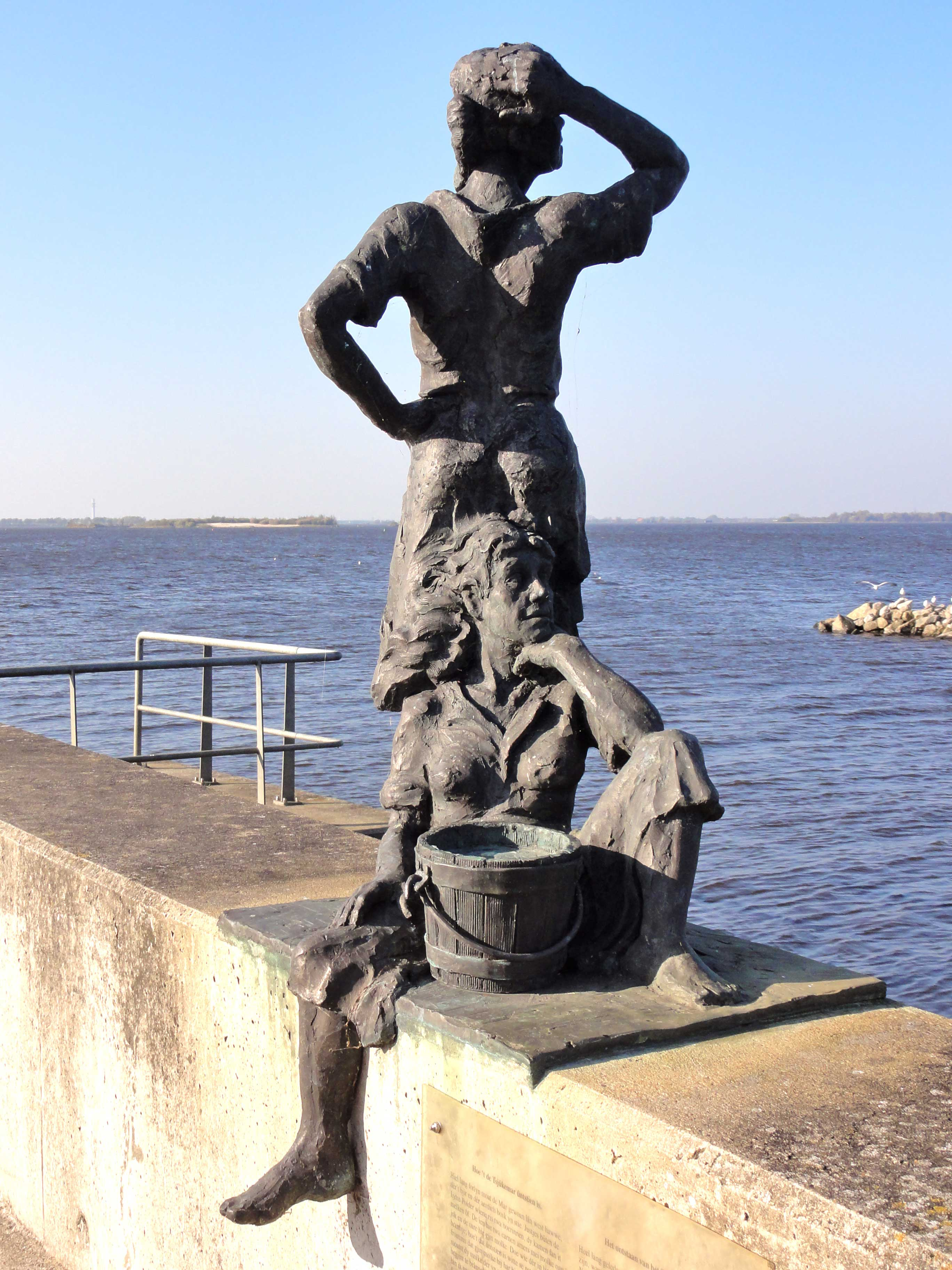
Tsjûke en March bij het Tjeukemeer

Aan het Tjeukemeer bij het gemaal van Echten, staat het standbeeld van Tsjûke en March. Bij dat standbeeld verklaart een tekst het ontstaan van het Tjeukemeer. Er zijn twee lezingen. In de eerste lezing lopen twee boerinnen terug van het melken naar huis. Nadat ze een brandje ontdekten weigerde de boerin die de melk droeg, de brand te blussen. De ander schold haar uit voor Tsjûke, een hondennaam. De naam is een eigen leven gaan leiden en zou gebruikt zijn voor het meer, dat ontstond in het gat dat de brand achterliet in het land. In de tweede lezing raakten twee zusjes elkaar in de rook van een brand kwijt. Zij bleven naar elkaar roepen: "Tsjûke" en "March", hun stemmen bleven nog lang hoorbaar en vormden aaneengeklonken Tsjûkemar. Het verhaal komt voor in De Held en de Draek door Ype Poortinga (1910-1985).